# АЕЦ „Цвентендорф“
АЕЦ Цвентендорф (на немски: Kernkraftwerk Zwentendorf) е първата атомна електрическа централа построена в Австрия, като първоначалния строеж предвижда тя да е една от общо шестте предвидени централи. Централата в Цвентендорф е завършена, но никога не е експлоатирана. Пускането ѝ в експлоатация, както и изграждането на другите пет централи, е възпрепятствано от референдум проведен на 5 ноември 1978 г., на който мнозинството от 50,47% гласува против продължаването на проекта.

## Строителство
Строителството на централата започна през април 1972 г., предвиждайки се тя да е с мощност от 692 мегавата. Построена е като съвместно предприятие на няколко австрийски електрически компании. Тя е първата от няколкото атомни електроцентрали, които ще бъдат построени. Първоначалната цена, предвидена за строежите, е около 14 милиарда австрийски шилинга (днес около 1 милиард евро). Заводът е частично демонтиран. През 1978 г. в Австрия, е одобрен закон, забраняващ използването на ядрени реактори за производство на електроенергия.
След референдум от 1978 г., Атомната електрическа централа в Цвентендорф никога не е използвана с първоначалните си цели. Въпреки това са построени три малки ядрени реактора за научни цели, които все още продължават да се използват.

## Използване
Днес, електроцентралата се използва за осигуряване на резервни части за трите подобни на нея атомни електрически централи в Германия: „Изар 1“, „Брунсбютел“ и „Филипсбург 1“. В нея се обучава персонала на оператора от Kraftwerksschule e.V. Сегашният оператор предлага възможност за посещение на мястото.
През 2005 г. заводът е закупен от австрийската енергийна компания ЕВН. От тогава е превърнат в център за обучение по сигурност. Освен това на мястото е изградена слънчева централа, чиято експлоатация започва на 25 юни 2009 г. След завършването на строежа ѝ, на лицевата страна на сградата на атомната централа са разположени 1000 слънчеви панела, които осигуряват 180 MWh електроенергия годишно.
През 2010 г. със съдействието на Виенския технически университет е построен фотоволтаичния научен център „Цвентендорф“.
|  | Тази страница частично или изцяло представлява превод на страницата Zwentendorf Nuclear Power Plant в Уикипедия на английски. Оригиналният текст, както и този превод, са защитени от Лиценза „Криейтив Комънс – Признание – Споделяне на споделеното“, а за съдържание, създадено преди юни 2009 година – от Лиценза за свободна документация на ГНУ. Прегледайте историята на редакциите на оригиналната страница, както и на преводната страница, за да видите списъка на съавторите. ВАЖНО: Този шаблон се отнася единствено до авторските права върху съдържанието на статията. Добавянето му не отменя изискването да се посочват конкретни източници на твърденията, които да бъдат благонадеждни. |